# Список серий мультсериала «Лило и Стич»
1 сезон 39 серий с 20 сентября 2003 по 28 февраля 2004. Режиссёр: Виктор Кук
2 сезон 26 серий с 5 ноября 2004 по 29 июля 2006. Режиссёр: Дон Маккиннон

## Сезон 1 (2003—2004)
| № серии | Название серии                   | Дата премьеры    |
| --- | -------------------------------- | ---------------- |
| 1 | «Ветрянка» «Poxy»                | 20 сентября 2003 |
| Пликли заболел: покрылся фиолетовыми прыщами, постоянно рыгает, жутко воняет и опух глаз. Оказывается, у него в организме эксперимент № 222. Он заражает болезнью. Стич и Лило, под воздействием луча уменьшителя, должны проникнуть в организм Пликли и поймать опытный образец. У них всего час, иначе они вырастут, и Пликли разорвёт.                 |                                  |                  |
| 2 | «Страшила» «Spooky»              | 27 сентября 2003 |
| Ночь Хэллоуина, Лило идёт на бал. Её костюм пугает присутствующих. Лило уходит сменить костюм. На балу кто-то всех распугал — Мёртл с подругами видели Лило с головой в руках. Мистер Мозес видит гигантского паука. Стич чуть не утонул. Да что же здесь творится?                                                                                       |                                  |                  |
| 3 | «Мистер Запашок» «Mr. Stenchy»   | 4 октября 2003   |
| Лило спасает от Ганту очень милый образец. Мёртл с подругами официально приглашают её на чаепитие в клуб "БГМГ" с условием, что она принесёт с собой этого милашку. Стич ревнует всех к эксперименту. Однако через 42 часа после активации он напустит такой вони, что в радиусе 40 миль нельзя будет жить. Увы, но никто не знает, когда он активирован. |                                  |                  |
| 4 | «Пушечное ядро» «Cannonball»     | 11 октября 2003  |
| Мистер Мозес отвергает проект Лило для ежегодного фестиваля песчаных скульптур «Алоха». Нани и Дэвид ведут её в бассейн при отеле «Райские птицы». Там Лило и Стич встречают Ганту, который бежит за экспериментом. Оказывается, это экспериментальный образец № 520. Он создаёт гигантские волны. Он не должен прыгнуть в океан или достаться Ганту.     |                                  |                  |
| 5 | «Кикс» «Kixx»                    | 20 октября 2003  |
| Экспериментальный образец № 601 вызывает проблемы, издеваясь над людьми вокруг острова, а химическая реакция от плохой комбинации закусок приводит к тому, что Стич теряет способность сражаться. Лило должна переучить его, чтобы он мог победить образец до того, как это сделает Ганту.                                                                |                                  |                  |
| 6 | «Инь и Ян» «Yin-Yang»            | 17 октября 2003  |
| Лило и Стич постоянно ссорятся. Город атакуют 2 недавно активировавшихся эксперимента. Ганту заставляет Рубена идти на поиски вместе с ним, предварительно разделившись. Джамба и Пликли спорят на Церемониальный танец Глокнара, кто первый — Лило или Стич — поймает эксперименты. Однако же поодиночке им не справиться.                               |                                  |                  |
| 7 | «Рихтер» «Richter»               | 20 сентября 2003 |
| На острове Лауи происходит мощное землетрясение. Пликли проводит инструктаж по безопасности. У Нани проблемы на работе. Активировался генетический эксперимент № 513 и направляется к огромному вулкану: он хочет проникнуть под землю и устроить мощное землетрясение. Его нужно остановить.                                                             |                                  |                  |
| 8 | «Тявкалка» «Yapper»              | 13 октября 2003  |
| Мёртл завела собачку и назвала её Джи-Джи. Лило решает утереть ей нос и отправляется представлять Стича на Большой выставке собак в Гонолулу, в сопровождении Джамбы и Пликли. Ганту, отправляется следом. Он считает, что «девочка и синяя коала», идут по следу образца. Однако они не знают, что у них под носом эксперимент № 007.                    |                                  |                  |
| 9 | «Астероид» «The Asteroid»        | 1 декабря 2003   |
| Лило и Стич подслушивают разговор агента Кобры Бабочки, из которого становится ясно, что на Землю летит гигантский астероид. Лило и Стич собирают народ. Однако приходят всего лишь несколько друзей Стича. Вместе с Джамбой и Пликли они летят спасать планету.                                                                                          |                                  |                  |
| 10 | «Фантом» «Phantasmo»             | 27 сентября 2003 |
| Стич выигрывает в автомате с игрушками настоящую устрицу, внутри которой оказывается генетический эксперимент № 375. Он устраивает беспорядки в доме Пелекаи, подставляя Стича. Никто, кроме Лило, не верит ему, но и она не может объяснить, в чём дело.                                                                                                 |                                  |                  |
| 11 | «Росток» «Sprout»                | 14 ноября 2003   |
| На почте Лило нашла шарик с номером 509. Лило и Мёртл спорят на эксклюзивное использование пляжа Майпуликоу, у кого орхидея лучше будет в конкурсе орхидей в дни городской ярмарки. Стич хочет принять участие в родео. Никто не хочет ей помочь и Лило, в отчаянии, активирует эксперимент № 509. Последствия непредсказуемые…                           |                                  |                  |
| 12 | «Клип» «Clip»                    | 4 октября 2003   |
| Лило и Стич встречают существо, которое поедает волосы. Оказывается, это генетический эксперимент № 177 — ночной кошмар Джамбы. После ссоры с Мёртл Лило решает отомстить. Она проникает в дом Эдманс и подкладывает Клип в комнату Мёртл. Однако появление Ганту выбивает ситуацию из-под контроля.                                                      |                                  |                  |
| 13 | «Фиббер» «Fibber»                | 7 ноября 2003    |
| Ганту ушёл в отпуск. Лило и Стич приносят домой эксперимент № 032. Мама Пликли нашла ему невесту. Чтобы не покидать Землю, Пликли врёт ей, что у него уже есть невеста. Прыгнув через пространственно-временной тоннель, его семья приезжает на свадьбу. Лило уговаривает Нани сыграть невесту.                                                           |                                  |                  |
| 14 | «Звёздочка» «Topper»             | 5 декабря 2003   |
| Ганту решает отправить Хомяксвилю эксперимент как рождественский подарок. Стич ворует подарки со всего города. Оказывается, он видел, как упаковывавали экспериментальный образец № 025. Нужно найти его и вернуть остальные подарки. |                                  |                  |
| 15 | «Плохой Стич» «Bad Stitch»       | 30 января 2004   |
| Хомяксвиль увольняет Ганту. Лило дрессирует Стича, так как тот ведёт себя безобразно. Ганту безуспешно ищет новую работу. Стич после долгих неудачных попыток дрессуры, желая угодить Лило, отправляется за помощью к профессору Гюнтеру Фриму, чью рекламу он увидел по телевизору. Лучше бы он этого не делал…                                          |                                  |                  |
| 16 | «Чёрная дыра» «Holio»            | 12 октября 2003  |
| Мёртл получает браслет на свой день рождения, но в нём оказывается модуль экспериментального опытного образца № 606. Лило и Стич должны попытаться достать модуль до того, как он намокнет. Между тем Нани готовится к инспекции. |                                  |                  |
| 17 | «Огнеплюй» «Splodyhead»          | 24 октября 2003  |
| Лило, Стич, Пликли и Джамба отправляются на запретный остров Ниихау. Параллельно поиски ведут Ганту и Рубен, которого Ганту вытаскивает с собой. Но на острове происходит активация, и коварный образец отрезает их, по прибытии, от цивилизации. И теперь враги, чтобы выжить на острове, должны объединить свои усилия.                                 |                                  |                  |
| 18 | «Амнезия» «Amnesio»              | 27 октября 2003  |
| У Лило день рождения. В поисках гостей Лило и Стич натыкаются на Ганту, который ловит эксперимент. Пытаясь отобрать его, все трое теряют память — это результат работы образца. После некоторых умозаключений они решают, что Ганту — полицейский, и память они потеряли из-за синего монстра. «Марта» и «Ленни» решают поймать «монстра».                |                                  |                  |
| 19 | «Гудини» «Houdini»               | 12 декабря 2003  |
| Мёртл настолько избалована, что празднует день рождения 2 раза в год. Стич готовит выступление к этому празднику, но делает это крайне неумело. Джамба даёт Лило эксперимент № 604, чтобы помочь Стичу. Всё идёт по плану, пока не появляется Ганту. Образец убегает, а Стич делается невидимым.                                                          |                                  |                  |
| 20 | «Танк» «Tank»                    | 10 ноября 2003   |
| Лило выигрывает золотую карту — пропуск на ежегодный Елизаветинский фестиваль. Лило берёт с собой подруг Мёртл и Стича. Однако Стича не пропускают на фестиваль. О Стиче все забывают. Тем временем по местности бродит монстр, который поедает металл и сразу растёт.                                                                                    |                                  |                  |
| 21 | «Ханка-Ханка» «Hunkahunka»       | 11 января 2004   |
| Кеони Джеймсон хочет пойти с Лило на фестиваль. Однако влюбился в «тётю Пликли». По версии Джамбы, это работа недавно активировавшегося эксперимента № 323. Кого он клюнет, тот влюбляется в первого встречного. Однако Лило и Стич должны навести порядок в любовной неразберихе.                                                                        |                                  |                  |
| 22 | «Горлан» «Yaarp»                 | 21 ноября 2003   |
| Мистер Мозес отвергает предложение Лило по улучшению центра Кайаулу. Лило, с подачи Мозеса, решает написать мэру. По городу доносятся громкие звуки. Выясняя, в чём причина, Стич находит эксперимент № 613, который оглушает его. Потеря слуха сделала Стича уязвимым. Нужно срочно найти ему замену, пока Ганту не поймал эксперимент.                  |                                  |                  |
| 23 | «627-й» «627»                    | 24 ноября 2003   |
| Стич ловит и перевоспитывает эксперимент № 515, и начинает гордиться собой. Джамба усмехнулся над Стичем, и тот его оскорбил. За это Джамба создал эксперимент № 627. Образец сбегает и становится напарником Ганту. Однако… |                                  |                  |
| 24 | «Топляк» «Sinker»                | 15 декабря 2003  |
| Кеони катается на лодке и чуть не погибает — какая-то акула разрезает лодку. Оказывается, это эксперимент № 602, предназначенный для уничтожения судов. Ганту и Рубен отправляются на поиски, но далеко уйти им не удаётся. Лило, Стич, Джамба и Пликли, в результате оказываются в открытом море и без лодки. К счастью, мимо проходит лайнер.           |                                  |                  |
| 25 | «Ангел» «Angel»                  | 5 января 2004    |
| Лило и Стич собирают слизней для циркового номера. Стич встречает эксперимент и влюбляется. Лило злится, считая, что Стич ошибается. Джамба, что-то не договаривает, попав под воздействие образца. Но для чего же она предназначена? Никто не подозревал, насколько же жестока правда…                                                                   |                                  |                  |
| 26 | «Клоник» «Dupe»                  | 29 декабря 2003  |
| Лило и Стич вновь спасли от Ганту образец. Это эксперимент № 344 — копировальщик. Лило устраивает ночной девичник. Но на неё приходят лишь сородичи Стича. Ганту нашёл 4 эксперимента и натаскивает их на Стича. Лило, в отчаянии, решает скопировать себя, но копируется Стич. Лило рада — у неё появились друзья. Однако копии слабее.                  |                                  |                  |
| 27 | «Снежок» «Slushy»                | 26 декабря 2003  |
| Посреди жаркого дня… пошёл снег!? Это проделки генетического эксперимента № 523. Стич, Джамба и Пликли боятся снега. Лило и Стич ловят эксперимент № 523. Лило подаёт пример остальным. Чтобы играть в зимние игры, она выпускает Слаши на свободу. Но в порыве веселья они забывают про него. И образец попадает к Ганту…                                |                                  |                  |
| 28 | «Любопытный» «Nosy»              | 19 декабря 2003  |
| Работодатель Нани — Джеймс Джеймсон с сыном, тем самым Кеони, собирается к ней на ужин. У кинотеатра Лило и Стич встречают любопытное существо. Это генетический эксперимент № 199 — охотник за секретами. Как не испортить вечер, если в доме живут 2 инопланетянина, и любопытный и пытливый эксперимент?                                               |                                  |                  |
| 29 | «Буравчик» «Swirly»              | 3 ноября 2003    |
| Сегодня в отеле «Райские птицы» будет прямая трансляция телешоу «Смотри-ка», и клуб будет выступать в паузе между рекламой. Стич находит эксперимент № 383. Он гипнотизирует, подчинение происходит любой, всё равно, от кого, последней услышанной фразе. Волей случая Лило и Стич попадают под это воздействие, а образец попадает к Ганту.             |                                  |                  |
| 30 | «Ищейка» «Finder»                | 22 декабря 2003  |
| Лило находит эксперимент № 158 (в сериале ошибочно назван 458). Он может найти всё, в независимости от времени. Хомяксвиль сбежал из тюрьмы. Консул Галактической Федерации обращается к Джамбе и Пликли за помощью. Стич из-за самолюбия завидует Ищейке, именно это меняет весь ход событий.                                                            |                                  |                  |
| 31 | «Феликс» «Felix»                 | 9 января 2004    |
| Хомяксвиль возвращает обратно на Землю эксперимент № 010. Лило и Стич, убирая беспорядок на пляже, за Пушечным ядром встретили его. Этот эксперимент убирает мусор и убивает микробы. До поры до времени он радует всех. Пока не пришло время дезинфекции!                                                                                                |                                  |                  |
| 32 | «Эластико» «Elastico»            | 17 ноября 2003   |
| Лило готовит к выступлению танец. Стич хочет ей помочь, но Лило пытается отделаться от него. Ожидая Лило на улице, он видит некоего Эластико, звезду цирка, напоминающую эксперимент. Стич отправляется вслед за Эластико. Ганту похищает эксперимент и директор цирка заключает со Стичем, обиженным на Лило, контракт, дабы компенсировать утрату.      |                                  |                  |
| 33 | «Жучок» «Short Stuff»            | 2 января 2004    |
| Стича не пропускают в парк аттракционов из-за роста. Ганту находит в парке аттракционов странного краба, эксперимента № 297. Он предназначен ломать механизмы и электроприборы. С помощью плазматического луча роста Пликли и Лило увеличивают Стича. Лило и Стич ловят образец, но из-за нелепой случайности он сбегает и вырастает.                     |                                  |                  |
| 34 | «Мелти» «Melty»                  | 8 декабря 2003   |
| Лило и Стич ловят образец № 228 (в сериале ошибочно назван 226). При этом Лило падает лицом в грязь на глазах у Кеони. Джамба сделал машину времени, о чём Пликли проболтался Лило. Та решает вернуться назад и исправить ситуацию с Кеони. Отнюдь, всё складывается куда сложнее, чем следовало ожидать.                                                 |                                  |                  |
| 35 | «Бонни и Клайд» «Bonnie & Clyde» | 16 января 2004   |
| Минувшей ночью в городе прошла серия ограблений по шкале от 4 до 6 баллов – так полицейский Кахико остался без машины и формы. Это образцы № 149 и 150, они созданы для грабежей и воровства. Нани наказывает Лило и Стича за безобразное поведение. Те сбегают и встречают эксперименты. Лило и Стич втягиваются в преступную компанию.                  |                                  |                  |
| 36 | «Бэби-Фаер» «Baby-Fier»          | 12 января 2004   |
| Нани не пускает Лило на «Жизнь ведьмы 2: Скелеты и кости». Лило и Нани ссорятся. Стич решает сделать Нани младшей сестрой, при помощи пойманного образца № 151, но просчитался: теперь Стич, Нани, Джамба и Пликли — малыши. Лило придётся на собственной шкуре почувствовать, что значит быть старшей, и ловить образец в одиночку.                      |                                  |                  |
| 37 | «Дрёмик» «Drowsy»                | 28 февраля 2004  |
| На этот раз Лило и Стичу удалось собрать всего лишь 12 опытных образцов. Из-за поисков она мало спит. Если Лило опоздает на следующую репетицию, Нани ей запретит поиски. Стич предпринимает меры и активирует эксперимент № 360. Хомяксвиль хочет похитить Риджи Скилбена. Стичу придётся выкручиваться с Лило, а Джамбе и Пликли поймать образец.       |                                  |                  |
| 38 | «Слаггер» «Slugger»              | 26 января 2004   |
| Команда Мёртл и команда Лило играют в бейсбол, но из-за Пликли Лило проигрывает. Мёртл спорит с Лило на пластинки Элвиса Пресли, что выиграет у неё где угодно, когда угодно, и во что угодно. Стич находит опытный образец № 608. Он отражает летящие предметы. у Лило появилась надежда. Ганту, изменив тактику, решает вступить в команду Мёртл.       |                                  |                  |
| 39 | «Семпл» «Sample»                 | 11 января 2004   |
| Джамба и Пликли отправляются на съезд инопланетян. По городу бродит эксперимент, который распугивает всех копированием звуков. Лило и Стич отбивают его у охотников за пришельцами. Под руку подворачивается Ганту и за ним начинается охота, но это только начало…                                                                                       |                                  |                  |

## Сезон 2 (2004—2006)
| № серии | Название серии                                             | Дата премьеры   |
| --- | ---------------------------------------------------------- | --------------- |
| 40 | «Спайк» «Spike»                                            | 5 ноября 2004   |
| Вместе с Джамбой и Пликли Лило и Стич идут в музей — готовиться к участию в чемпионате семейных викторин. Там они натыкаются на существо с иглами, терроризирующее город. Оказывается, это эксперимент № 319. Эффект его игл отключает разум на 99 %. Вследствие этого Стич становится дураком. Пликли практикует метод групповой терапии «ВыНеГ».                                                                            |                                                            |                 |
| 41 | «Френч-Фрай» «Frenchfry»                                   | 12 ноября 2004  |
| Пликли балует Лило вкусностями. Нани же за полезную еду. Лило объявляет голодовку. В поисках решения Стич вытаскивает свою заначку — экспериментальный образец № 062, повара. Еда настолько вкусная, что уже к вечеру Лило, Стич и Пликли становятся настолько толстые, что не могут ходить. Но проблема далеко не в этом… |                                                            |                 |
| 42 | «Шу» «Shoe»                                                | 10 декабря 2004 |
| Лило, Джамба и Пликли открывают свой отель. Однако в отеле появляется эксперимент № 113. Лило и Стич пытаются исправить его. Шу услышал разговор Пликли и Лило и уходит от них. Джамба находит способ помочь Шу. |                                                            |                 |
| 43 | «Меняла» «Swapper»                                         | 19 ноября 2004  |
| Лило познакомилась с Викторией. Ганту опрофанился и упустил генетический эксперимент № 355. Он поменял Ганту и Хомяксвиля телами. Лило решает устроить вечеринку. Стич и Лило ловят эксперимент, тот в отместку меняет Лило и Стича телами. А затем и Джамбу и Пликли. Как не испортить вечеринку? |                                                            |                 |
| 44 | «Слик» «Slick»                                             | 7 января 2005   |
| Мистер Мозес принимает предложение Мёртл — продажа шоколада — по сбору средств на благотворительность. Лило хочет продать шоколада больше Мёртл. Но никто не хочет покупать у неё шоколад. К счастью, Лило и Стич встречают эксперимент № 020. Он помогает распродать шоколад, а потом и все вещи из дома Пелекаи... |                                                            |                 |
| 45 | «Скип» «Skip»                                              | 11 февраля 2005 |
| Лило возмущается, что все считают её слишком маленькой. В приюте для собак Лило находит эксперимент № 089 – путешественника во времени. Вместе со Стичем и самим Скипом Лило отправляется на 10 лет вперёд, а потом ещё на 10 лет. |                                                            |                 |
| 46 | «Чекерс» «Checkers»                                        | 4 марта 2005    |
| Лило и Стич устроили беспорядок в доме, за что Нани наказывает её. Мозес отвергает её проект для карнавала. Стич спасает от Ганту образец № 029. Он наделяет неограниченной властью носителя над всеми живыми. Лило решает использовать его в личных целях, но заходит слишком далеко. |                                                            |                 |
| 47 | «Руфус» «Rufus»                                            | 26 августа 2005 |
| Стича похищают. Пликли предлагает обратиться за помощью к Ким Пять-с-Плюсом, хотя Лило против, но Пликли все же высылает сообщение. Она уверена в себе. Оказывается, Стича похитил нанятый Хомяксвилем доктор Дракен. Джамба узнаёт в небезызвестном Руфусе образец № 607, способный вызвать временной коллапс Вселенной. |                                                            |                 |
| 48 | «Пи-Джей» «PJ»                                             | 1 апреля 2005   |
| Мозеса пригласили выступить в Гонолулу. Подменять его будет мистер Капони. Мёртл, Юкки, Елена и Тереза издеваются над ним и подставляют Лило. Стич и Лило встречают образец, который разыгрывает и прикалывается. Это эксперимент № 133. Лило, в отместку Капони и для укрепления отношений с Мёртл, приносит Пиджея, чтобы тот разыграл Капони.                                                                              |                                                            |                 |
| 49 | «Фун» «Phoon»                                              | 24 августа 2005 |
| Лило хочет попасть в новую школу хулы для богатых Фьюжн. Ганту преследует эксперимент № 540. Она врёт, что её семья владеет крупнейшей ананасовой компанией на острове. Джамба изобрёл плазматический инглобулятор, для поимки экспериментов. Пликли против его применения: есть шанс уничтожения планеты. |                                                            |                 |
| 50 | «Спатс» «Spats»                                            | 12 августа 2005 |
| В отель «Ночлег без завтрака у Джамба и Пликли» наконец-то приезжают туристы, среди них критик мистер Купер. Лило знакомится с Пенни Прау — приезжим журналистом школьной газеты. В отеле появляется эксперимент № 397, он ссорит всех в отеле и убегает в город. Стичу приходится ловить его одному. Пенни случайно обнаружила антидот.                                                                                      |                                                            |                 |
| 51 | «Линк» «Link»                                              | 29 июля 2006    |
| Лило, Стич и Мёртл ищут клад по карте, которую им дал встретившийся пират. Во время поисков активируется образец № 251. Он связывает воедино две, абсолютно противоположные личности. Так, Джамба соединяется с Пликли, Нани со Стичем, а Лило с Мёртл. |                                                            |                 |
| 52 | «Снути» «Snooty»                                           | 13 мая 2005     |
| Лило в гостях у Виктории. В окно к ним залетает летучая мышь — «вампир». С появлением Ганту становится ясно, что это очередной генетический эксперимент. Виктория настаивает на его уничтожении. Снути нападает на Стича. В отчаянии Виктория объединяется с Ганту. |                                                            |                 |
| 53 | «Ретро» «Retro»                                            | 20 мая 2005     |
| Нани встречает одноклассниц. Её с семьёй приглашают на ужин. По городу бродит генетический эксперимент и превращает все вещи и животных в доисторических. Стич ловит образец и приносит его на яхту, тот вырывается на свободу и превращает всех, кроме Нани и Стича, в доисторических существ. |                                                            |                 |
| 54 | «Ремми» «Remmy»                                            | 14 апреля 2006  |
| Сегодня для Лило печальный день — годовщина гибели её родителей. Сон иногда помогает ей справиться с грустью. Джамба увидел в окне образец № 276. Он проникает в подсознание и превращает сны в кошмары. Образец проникает в подсознание Лило. Если она проснётся, образец останется там навсегда. Стич, Джамба и Пликли отправляются ловить его.                                                                             |                                                            |                 |
| 55 | «Белл» «Belle»                                             | 3 июня 2005     |
| Лило и Мёртл спорят о существовании ночных факельщиков. Чтобы доказать Мёртл их существование, Лило предлагает ей прогуляться ночью по каменной тропе Алийа. Лило, Стич, Джамба, Пликли и Мёртл отправляются в путь. В пути они рассказывают страшилки, ловят образец и борются с Ганту. |                                                            |                 |
| 56 | «Плут» «Ploot»                                             | 22 апреля 2005  |
| Лило и Стич отправляются убирать от мусора грот Паджа. Убирая дно грота, Лило заметила генетический экспериментальный образец. Он убирает мусор, грязь и выхлопы. Лило и Стич, решив, что это его призвание, отпускают его чистить город. Как же они ошибались... |                                                            |                 |
| 57 | «Хеклер» «Heckler»                                         | 22 августа 2005 |
| Нани устраивает благотворительный вечер. Пликли напрашивается на вечер сатириком. Лило и Стич спасают от Ганту эксперимент, он всех оскорбляет. Нани сильно раздражает Хеклер. В порыве гнева Лило отдаёт его Ганту. Однако тот достаёт Хомяксвиля и Ганту отпускает его. Начался благотворительный вечер... |                                                            |                 |
| 58 | «Лэкс» «Lax»                                               | 16 января 2006  |
| По городу бродит образец № 285. Он заставляет прекратить работу. Так под его влияние попадают Стич, Джамба и Пликли. Лило знакомится с Спинелли, Тиджеем, Винсентом, Гретхен, Гасом и Микки. Они помогают ей ловить образец. Лило и Гретхен обнаружили спутник Хомяксвиля на земной орбите. |                                                            |                 |
| 59 | «Кошки миссис Касагавы / Эйс» «Mrs. Hasagawa's Cats / Ace» | 19 мая 2006     |
| «Кошки миссис Касагавы»: Лило и Стич помогают миссис Касагаве. Решив помочь в саду, они обнаруживают, что её дом полон генетических экспериментов Джамбы, которых она считает кошками. «Эйс»: К Джамбе приезжает Мортоголекс Зловредный. Он хочет убедиться в злобности Джамбы. Но на беду Джамбы активировался эксперимент 262...                                                                                            |                                                            |                 |
| 60 | «Уиши-Уоши» «Wishy-Washy»                                  | 23 августа 2005 |
| Скоро будут развешены семейные фото выпускников школы танца хула. Лило хочет обручить Дэвида с Нани. Стич и Лило находят эксперимент № 267: он исполняет желания. Благодаря этому Дэвид стал умнейшим человеком мира, но это вовсе не радует его. К несчастью, Ганту похищает образец. Он хочет использовать его в личных целях…                                                                                              |                                                            |                 |
| 61 | «Шаш» «Shush»                                              | 26 августа 2005 |
| Стич отбивает у Ганту очередной эксперимент. Это генетический образец № 234, он подслушивает разговоры. Вследствие подслушивания Лило портит отношения Мёртл с подругами. Хомяксвиль нанимает Мёртл Эдмондс для поимки экспериментов, предварительно поработив её разум. Уволенный, уже в 5-й раз, Ганту пытается вернуть себе работу.                                                                                        |                                                            |                 |
| 62 | «Багби» «Bugby»                                            | 25 августа 2005 |
| Лило собирает жуков для своего «Жукополиса». Нани сильно раздражает это. Стич хочет есть жуков, но не может. Среди жуков оказывается образец № 128. Он превращает живых существ в жуков. Лило, Стич, Джамба и Пликли оказываются в «Жукополисе». Они должны попасть в старую лабораторию. Нани вызвала дезинфектора. |                                                            |                 |
| 63 | «Глич / Упс» «Glitch / Woops»                              | 23 июня 2006    |
| «Глич»: По просьбе Лило Джамба изобрёл автоматизированного заклейщика писем. Однако он втянулся и автоматизировал весь дом. С подачи Слаггера в их дом попал и активировался эксперимент № 223. Он настраивает технику против его владельца. Лило и Стичу будет нелегко поймать его… «Упс»: Ганту отдаёт Лило образец № 600. Эксперимент невероятно неуклюжий. Пликли планирует поставить мировой рекорд по раскладке домино. |                                                            |                 |
| 64 | «Морфоломью» «Morpholomew»                                 | 1 июля 2005     |
| Лило решает выиграть для Кеони «Velociraptor 3000» на чемпионате мира по скейтбордингу. Но для участия ей мало лет. Лило решает воспользоваться пойманным экспериментом № 316. Лило превращается в Кеони, а затем в участника Джейка Лонга. Лило принимают за Джейка, на руку играет его похищение. Однако всё же образец достаётся Ганту…                                                                                    |                                                            |                 |
| 65 | «Снафу» «Snafu»                                            | 23 июня 2006    |
| Стич так и не смог забыть Ангела и надеется спасти её. Но и Рубен испытывает к ней чувства. Лило решает спасти экспериментальные образцы и собирает помощников, а Носатый шпионит за врагом. Ганту разрабатывает новый план поимки образцов. Из-за неосторожности Пликли активируется образец № 120, который запутывает планы.                                                                                                |                                                            |                 |